# 十二章

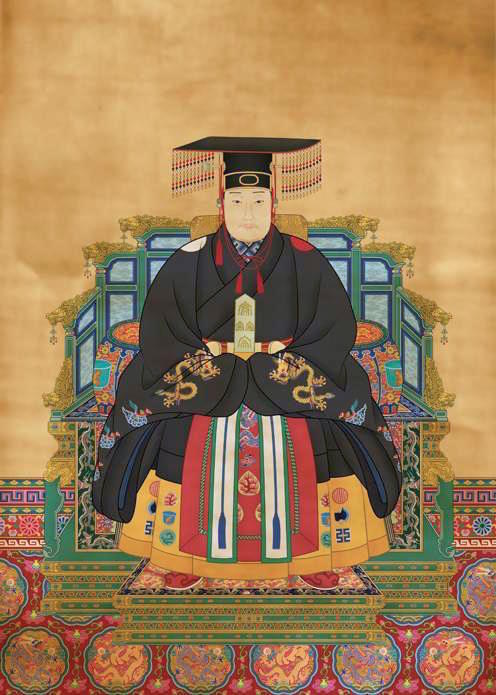
明朝の第14代皇帝万暦帝十二章冕服像

十二章（じゅうにしょう、もしくは十二文章）は、古代の中国および東アジア諸国の王・皇帝の礼服である袞衣に用いられる模様。

## 概要
十二の模様の名は『書経』益稷篇に見えており、以下からなる。前6者は上衣に、後6者は裳に用いる模様であるという。
1. 日
2. 月
3. 星辰（星や星座の象徴。日、星と共に「明」を意味し、世の中を照らして人に福をもたらす、という意を持つ）
4. 山（穏健に世の中を鎮める、という意）
5. 龍（神意、変幻の意）
6. 華虫（五色の羽毛を持つキジの雛。美しさ故からか古代の服飾の意匠に良く用いられた。鳳凰と見る説もある）
7. 宗彝（宗廟で先祖をまつるための酒器。祭祀と孝行の意）
8. 藻（水と清浄の意）
9. 火（明かりの意。藻と対になる意匠）
10. 粉米（米粒で花を象った模様。養うという意）
11. 黼（ほ、斧の形をした模様[2]。断ち切る、果断の意）
12. 黻（ふつ、「亜」字形の模様[2]。分別、明察、悪に背き善に向かうの意）

『周礼』春官・司服の鄭玄注によると、この十二種類は古代の天子の冕服に用いられる模様であった。鄭玄によると周の時代には目的によって異なる数の模様のついた服を着た。
1913年に制定された中華民国の国章も、この十二章を組み合わせてデザインされている。

## ギャラリー
日本も唐の様式にならい天皇の着用する袞衣「袞龍の御衣」に12の文様が縫い付けされている。
- 孝明天皇の袞衣
- 中華民国の国章（1913年2月 - 1928年12月）